# The Latest Addition to the U.S. Navy
The Latest Addition to the U.S. Navy è un cortometraggio muto del 1912. Non si conosce il nome del regista del film, un breve documentario prodotto dalla Edison dove appare il presidente degli Stati Uniti, William Howard Taft.

## Produzione
Il film fu prodotto dalla Edison Manufacturing Company.

## Distribuzione
Distribuito dalla General Film Company, il film - un cortometraggio di 180 metri - uscì nelle sale cinematografiche degli Stati Uniti il 4 dicembre 1912. Nelle proiezioni, veniva programmato con il sistema dello split reel, accorpato in un'unica bobina con un altro cortometraggio prodotto dalla Edison, la commedia The Winking Parson.